# Nackareservatet

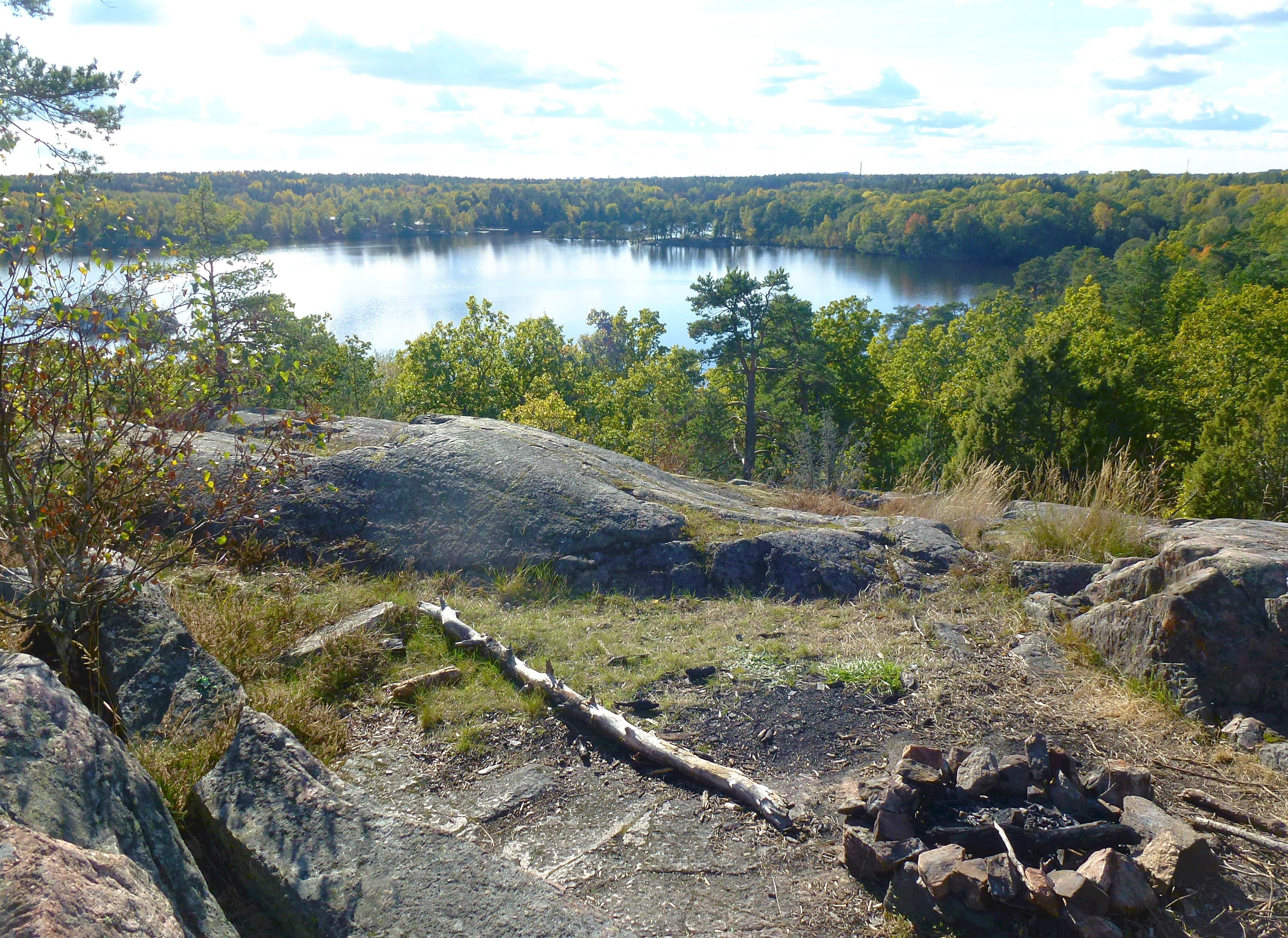
Nackareservatet, utsikt över Källtorpssjön, 2015.

Nackareservatet (även Nackareservaten) är ett naturreservat och friluftsområde beläget i Söderort inom Stockholms kommun och Nacka kommun i Stockholms län. Artikeln beskriver reservatets båda delar: Nackareservatet i Nacka och Nackareservatet i Stockholm. 

## Historik

Nacka gårds ägor år 1698, rev. 1723.
(kartan är högupplöst 11,86 Mbyte)

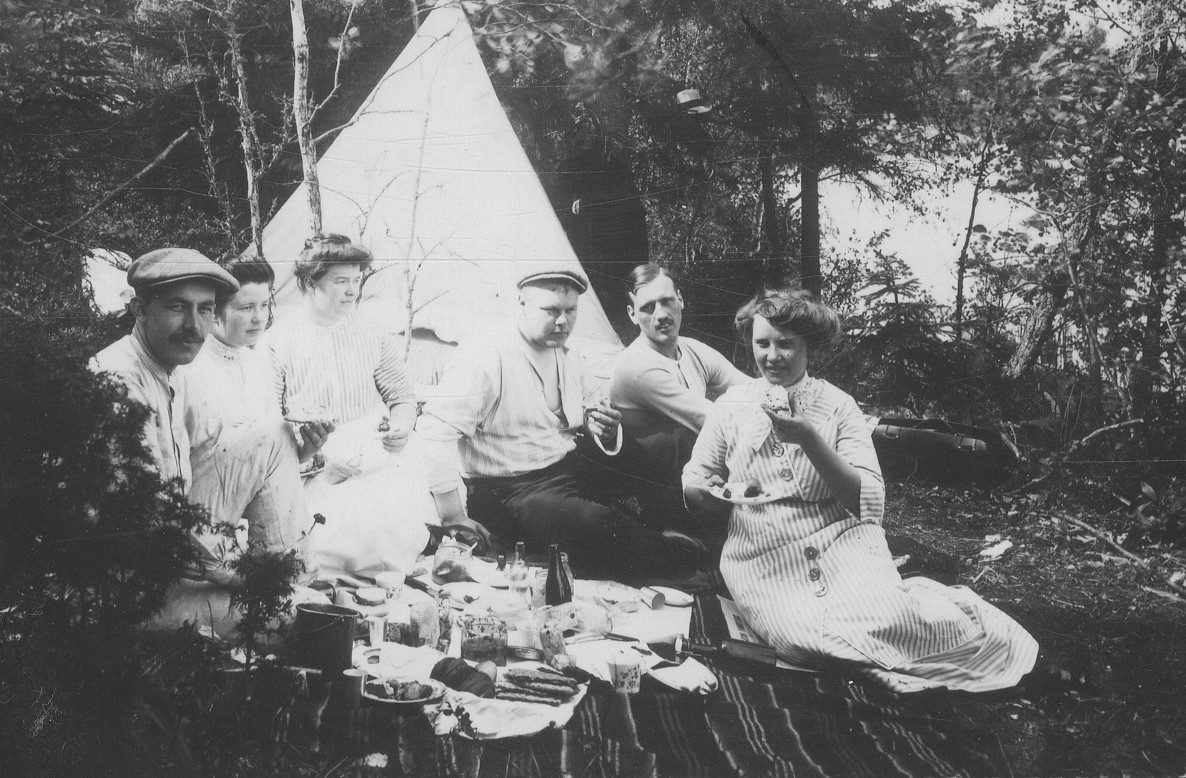
Picknick vid Källtorpssjön 1912.

Nackareservatet i Nacka utgör i stora drag samma område som Nacka gårds markäga år 1723. Hela området bidrog med vattenkraft till Nackas första industri, Nacka bruk, med rötter tillbaka till år 1558 när Gustav Vasa lät anlägga en hammarsmedja. Genom grävda kanaler sammankopplades sjöarna som dämdes upp för att kunna reglera vattenmängden över året och så trygga brukets energiförsörjning. 
Inom området fanns, förutom Nacka gård och bruket, några torp där endast husgrunder återstår. Efter det tidigare kulturlandskapet återstår idag rester i form av  inägor, åkrar och hagmarker, murar, ruddammar och hassellundar. Som exempel kan nämnas Stengärdet som utgörs av historisk odlingsmark belägen vid nordvästra stranden av Källtorpssjön. Gärdet är inhägnat av en kulturhistorisk intressant och fornminnesmärkt stengärdesgård.
Friluftsverksamheten har anor från slutet av 1890-talet då pojkar från Södermalm bedrev friluftsliv och enklare sportövningar vid Källtorpssjön. Nackareservatet omnämns på 1920-talet som "Nacka folkpark" av några medlemmar i Svenska Naturskyddsföreningen som ville skapa en "folkpark", där stadsborna kunde få tillfälle att njuta av ett stycke orörd svensk natur. 1926 uppmärksammades området av botanikern Rutger Sernander som skrev bland annat  "Nackaområdet erbjuder ett stycke ursprunglig natur, som till omfattningen söker sin like runt hela Stockholm..." 1939 förvärvade Stockholms stad ett stort naturområde av Nacka. 1959 krävde ett tiotal personer att Nackaområdet bör förklaras som nationalpark och att inga delar av reservatet bör exploateras.
På hösten 1993 gav Stockholms kommunfullmäktige ett uppdrag till gatu- och fastighetsnämnden att inrätta ett naturreservat i östra delen av kommunen och år 1999 ställde sig även Nacka kommun positiv till idén. Våren 2002  påbörjades arbetet med inrättandet i samarbete med Nacka kommun.

## Utbredning och geografiskt läge
Reservatet omfattar en area av 855 hektar land och vatten, vilket formellt är uppdelat i Nackareservatet i Nacka (754 hektar) och Nackareservatet i Stockholm (101 hektar). Nackadelen ligger inom Nacka kommun, men ägs och förvaltas av Stockholms stads fastighetskontor. I öster gränsar reservatets Nackadel till fideikommissen Erstaviks stora ägor och i väster till reservatets Stockholmsdel som ägs av Stockholms stad genom exploateringskontoret och förvaltas av Stadsdelsförvaltningen i Skarpnäck. Stockholmsdelen begränsas i väster av stadsdelsgränsen för Hammarbyhöjden, Björkhagen, Kärrtorp och Bagarmossen. I norr når reservatet fram till Sicklasjön och Järlasjön (inklusive mindre vattenområden, dock ej bostadsområdet Hästhagen) och i söder till Ältasjön där vidtar Flatens naturreservat.

## Beskrivning

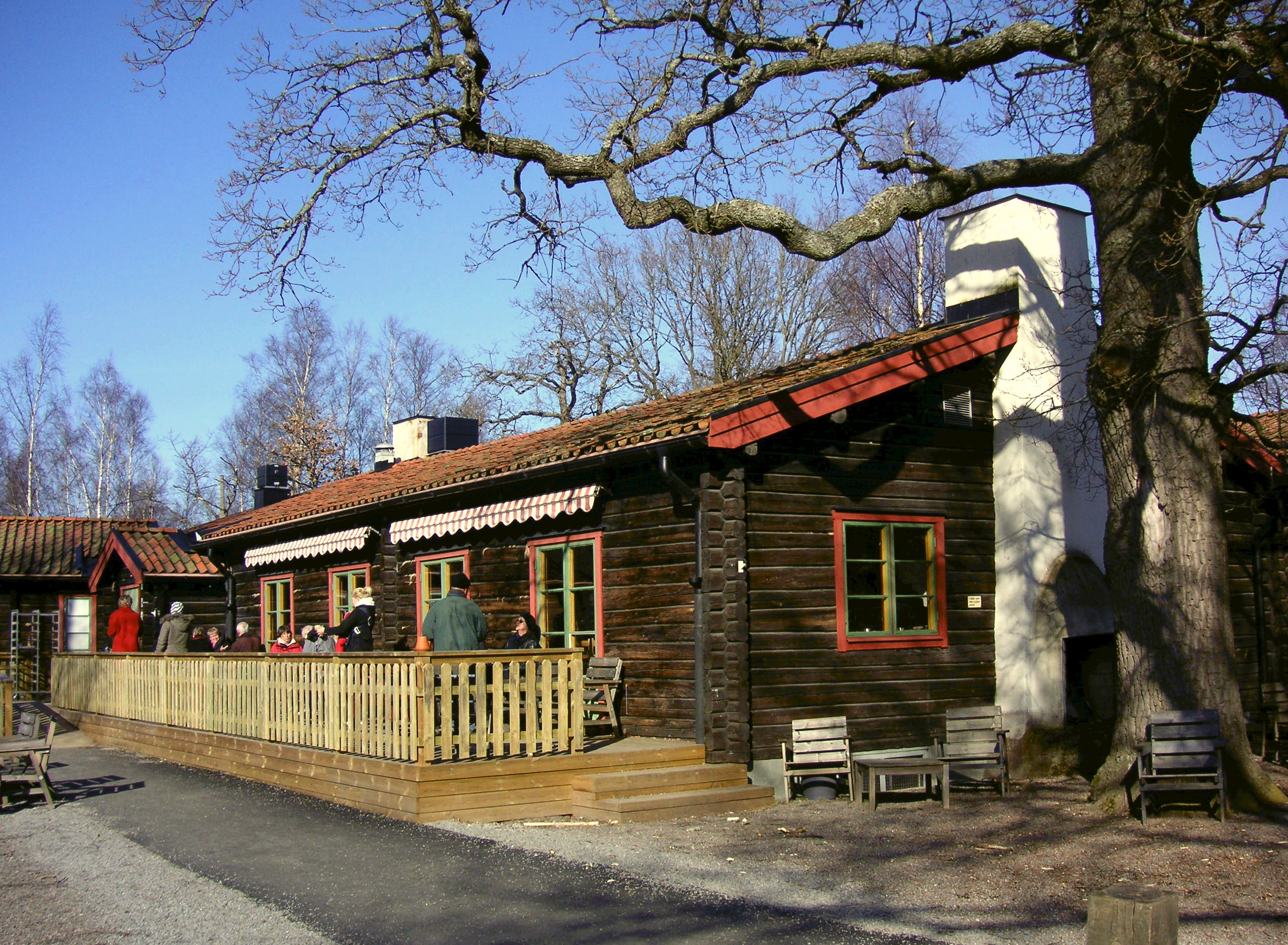
Hellasgården.

Årligen besöks Nackareservatet av omkring 1,5 miljoner människor och är därmed troligen Sveriges mest besökta naturreservat.
I reservatet ingår följande sjöar helt eller delvis:
- Järlasjön (södra delen ingår)
- Sicklasjön (södra delen ingår)
- Källtorpssjön (nordvästra delen ingår)
- Söderbysjön (hela)
- Dammtorpssjön (hela)
- Ulvsjön (hela)
- Ältasjön (norra delen ingår)

Sjöar som Källtorpssjön och Söderbysjön används för bad och skridskoåkning. I området börjar Sörmlandsleden och där finns friluftsgården Hellasgården och Björkhagens GKs 9-håls golfbana.
Inom området finns ett väl utbyggt system av cykel- och promenadvägar, motorfordonstrafik är förbjuden. Genom området sträcker sig dock Ältavägen, som delar reservatet i en större västra del och en mindre östra. Det finns cirka 30 km vandringsleder, två elljusspår och tre friluftsbad (ett vid Söderbysjön och två vid Källtorpssjön). I samtliga sjöar är sportfiske med fiskekort tillåtet. 
Inom Nacka kommun tillhör marken godset Erstavik men sköts av Stockholms kommun. Nackareservatet består formellt av två reservat; ett inom Stockholms kommun och ett inom Nacka kommun.

## Syfte
| ” | Syftet med naturreservatet är att bevara ett stort sammanhängande frilufts- och naturområde – en värdekärna i den regionala grönstrukturen – med omfattande möjligheter till rekreation intill en tätbefolkad del av Stockholmsregionen. Syftet är också att bevara områdets omväxlande topografi och dess rika variation av skogstyper, kärr, sjöar och kulturmark. Avsikten med reservatet är vidare att främja områdets mångsidiga friluftsutnyttjande, biologiska mångfald och kulturvärden. | „ |

## Bilder

Naturen
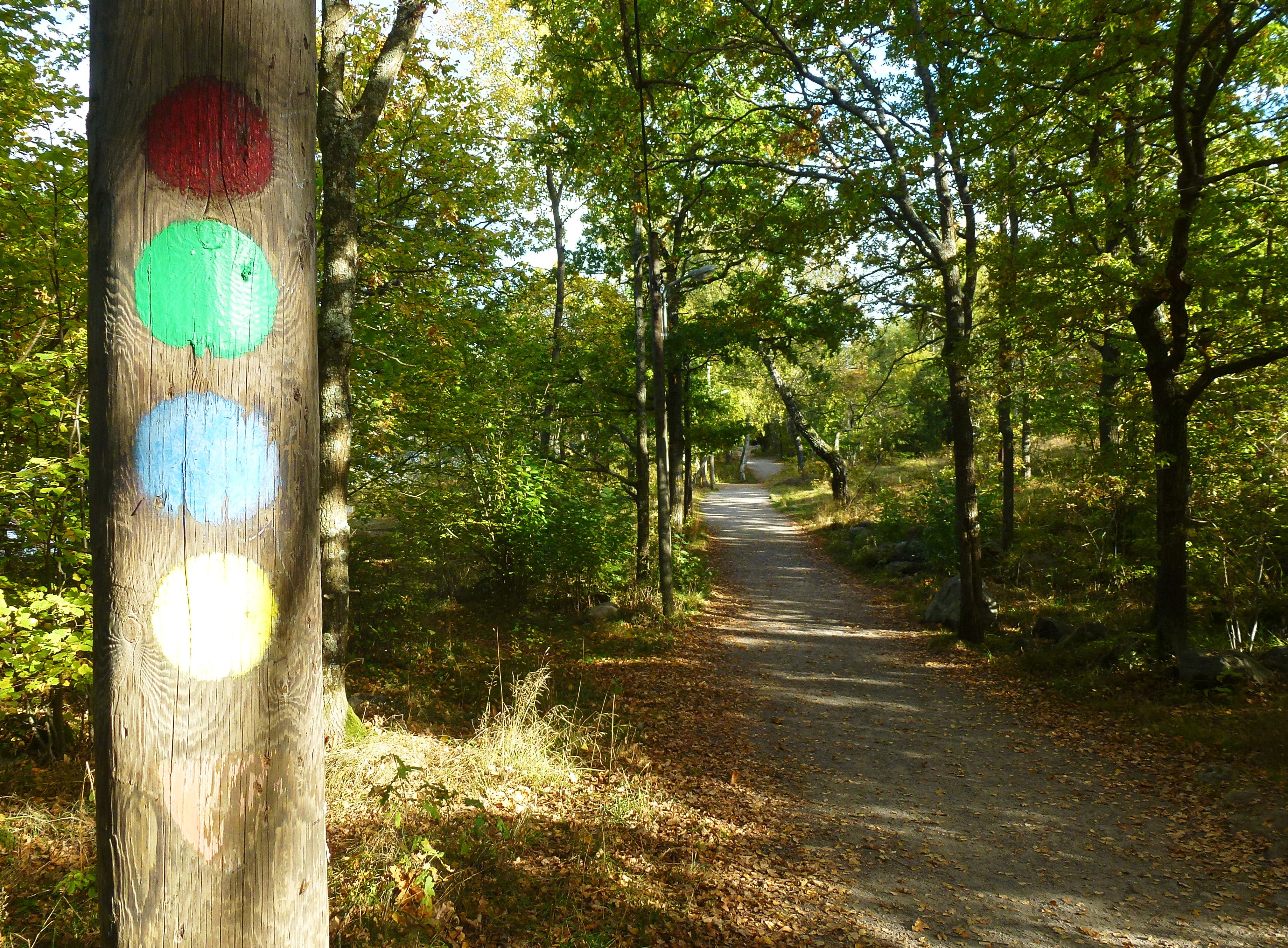
Vandringsled genom reservatet.
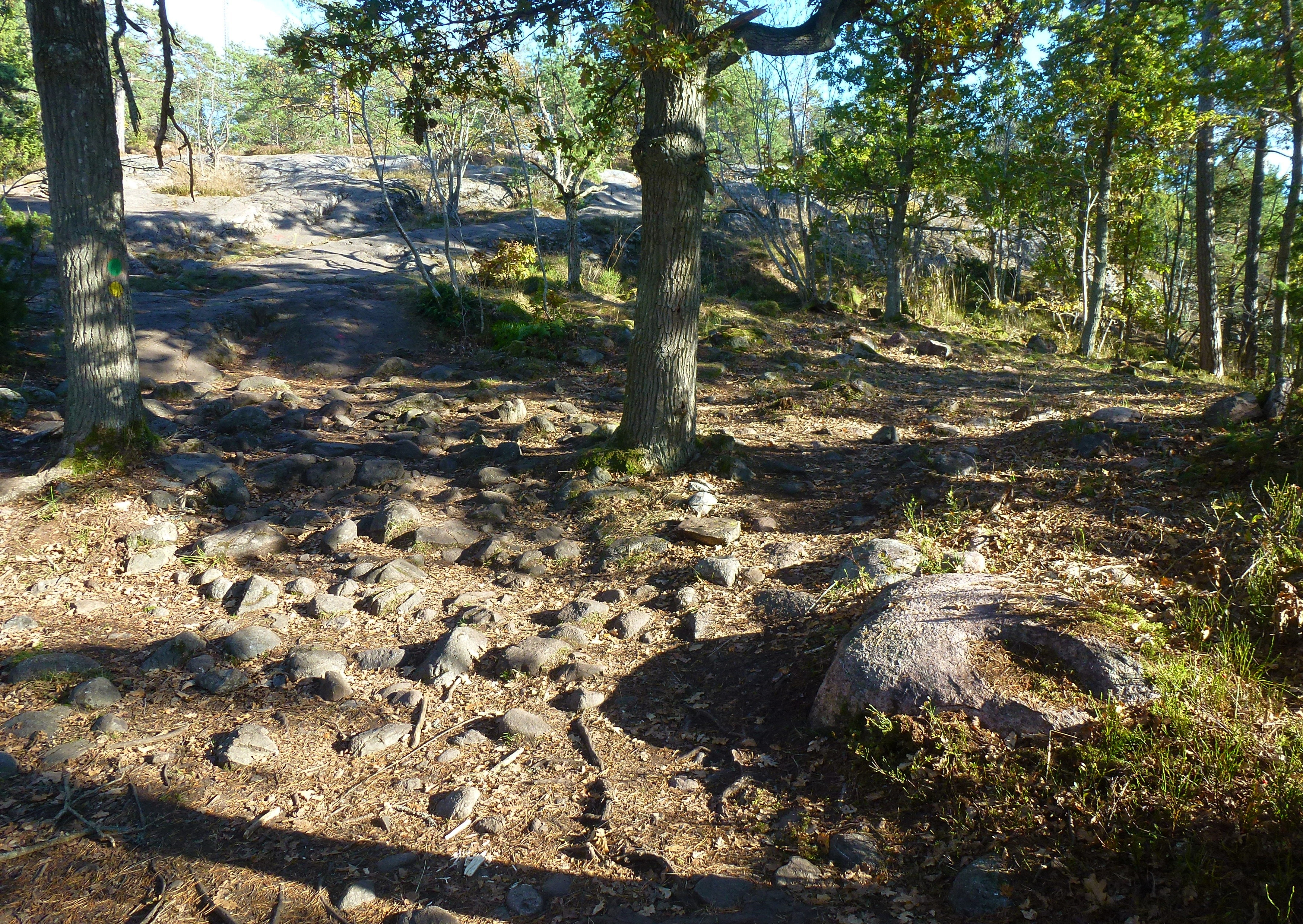
Klapperstensfält vid norra sidan om Källtorpssjön.
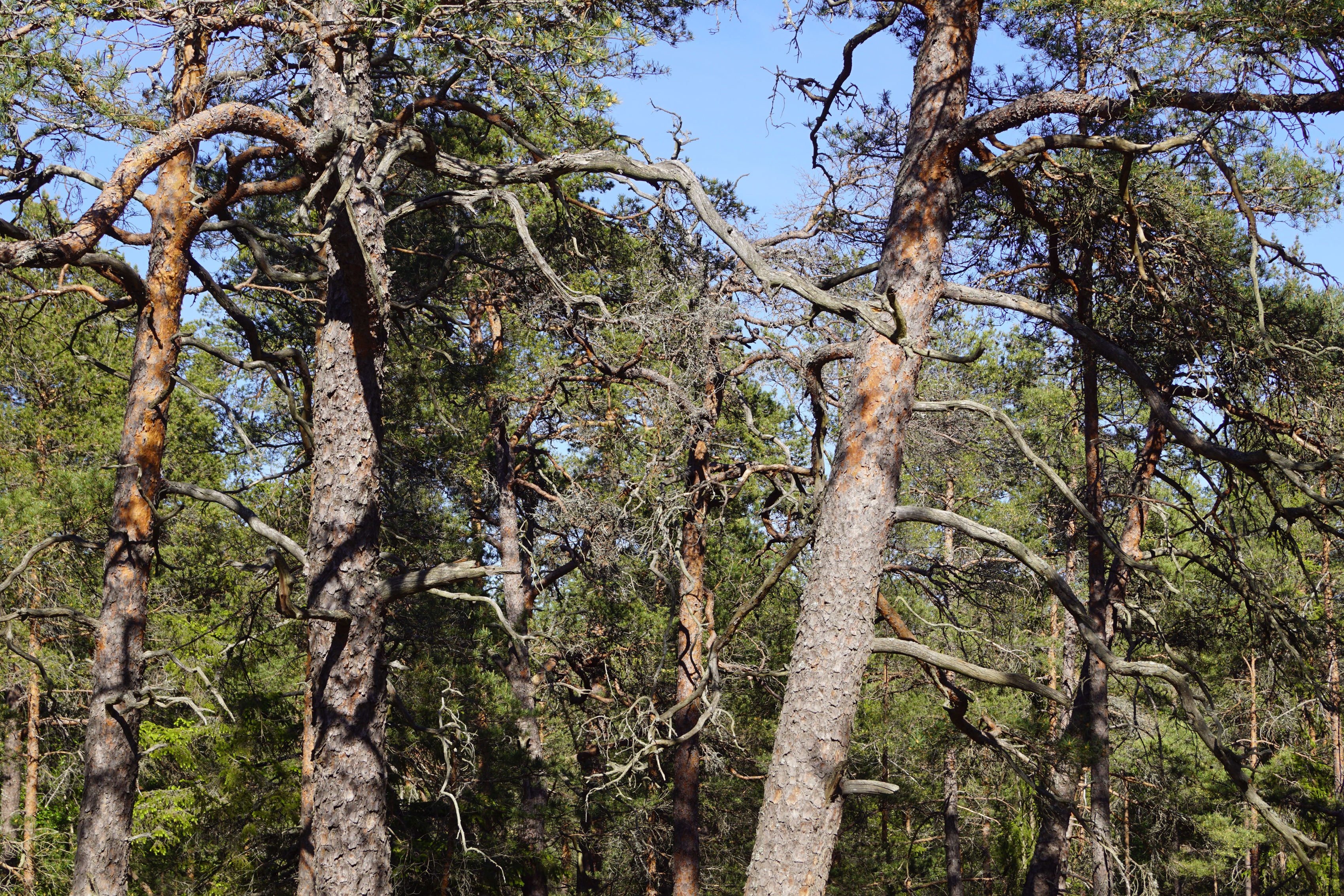
Höjden väster om Dammtorpssjön.
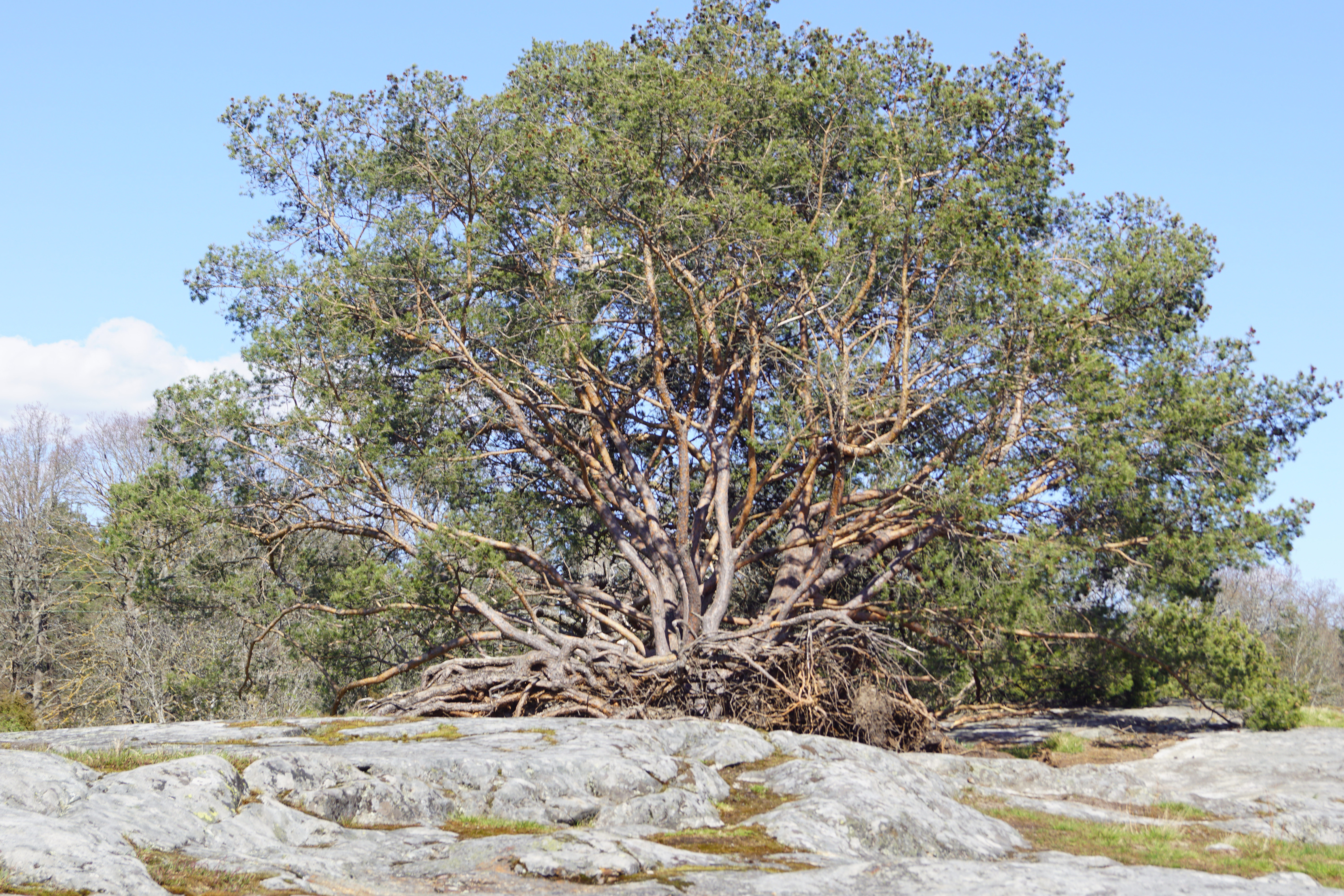
Nära Söderbysjöns västra strand.
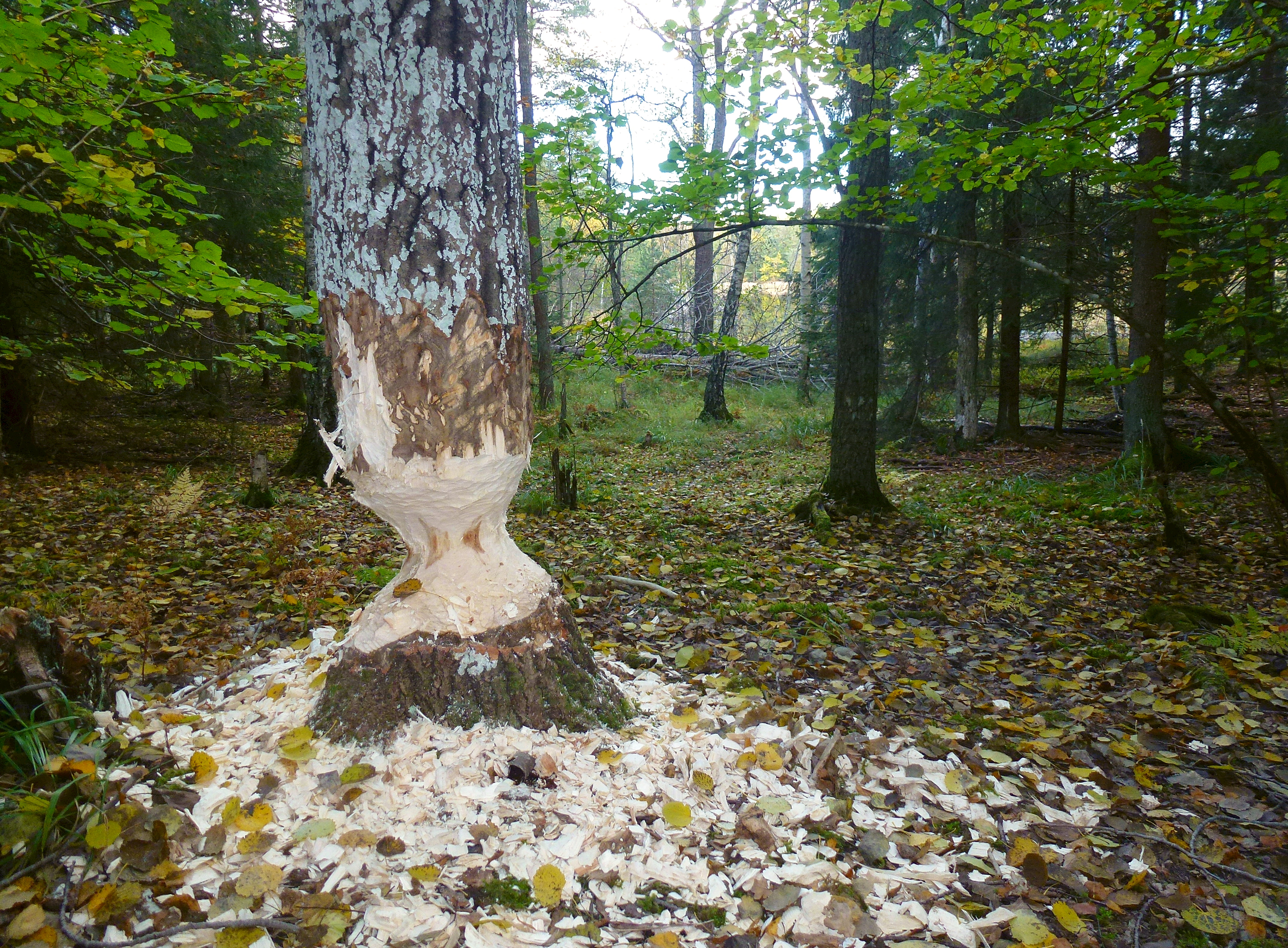
Bävergnag vid Ulvsjön.
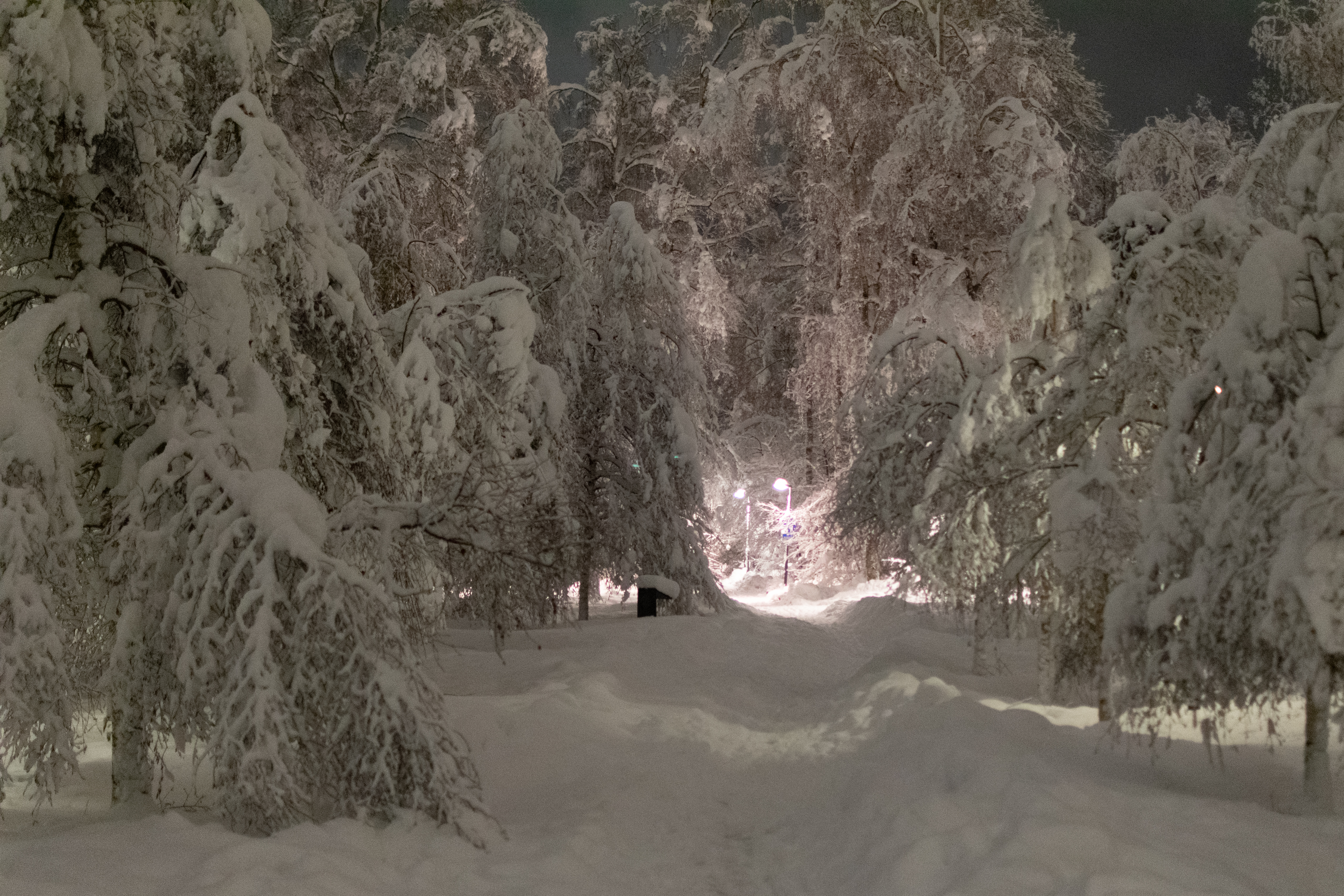
Nackareservatet i vinter

Sjöar
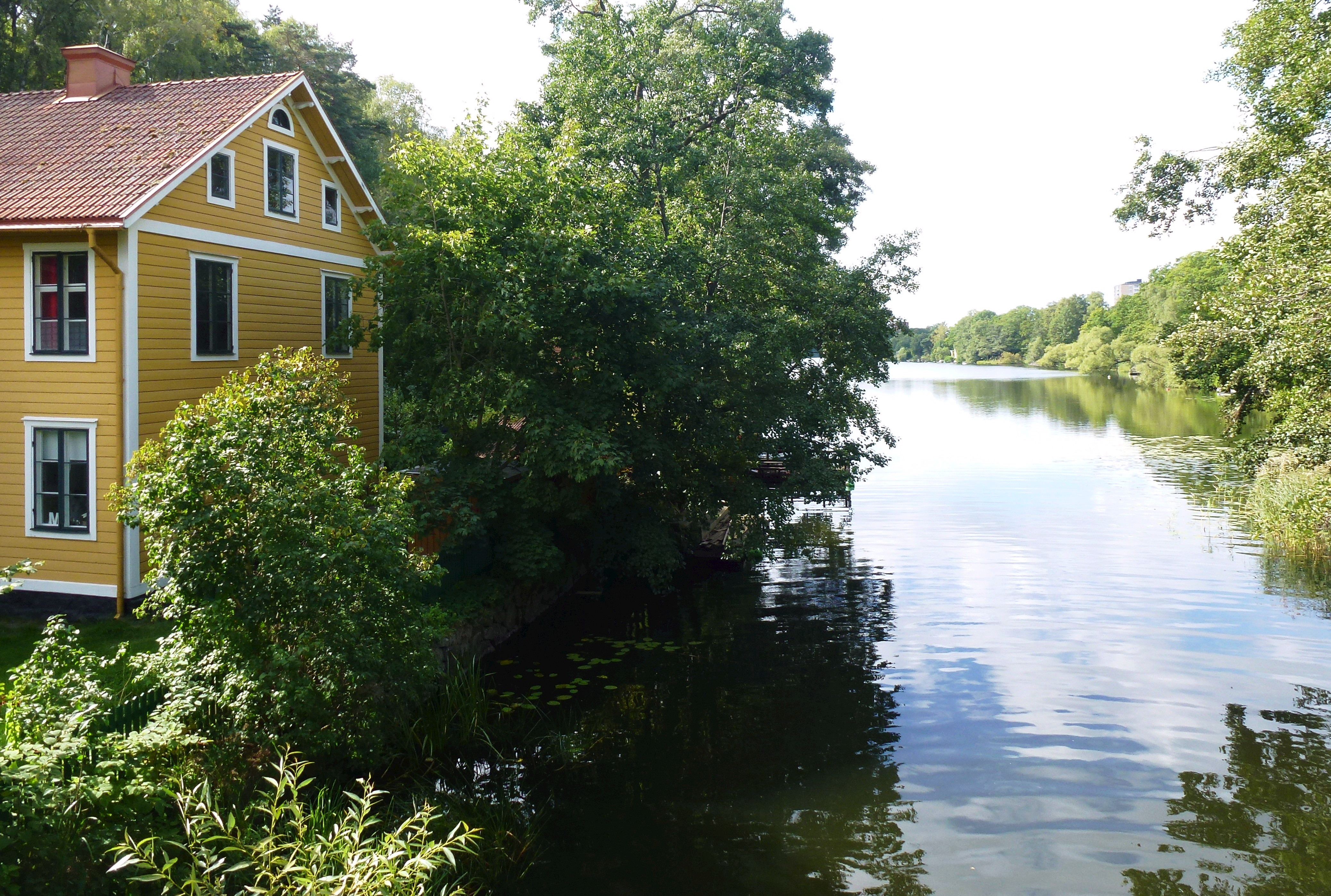
Sicklasjön.
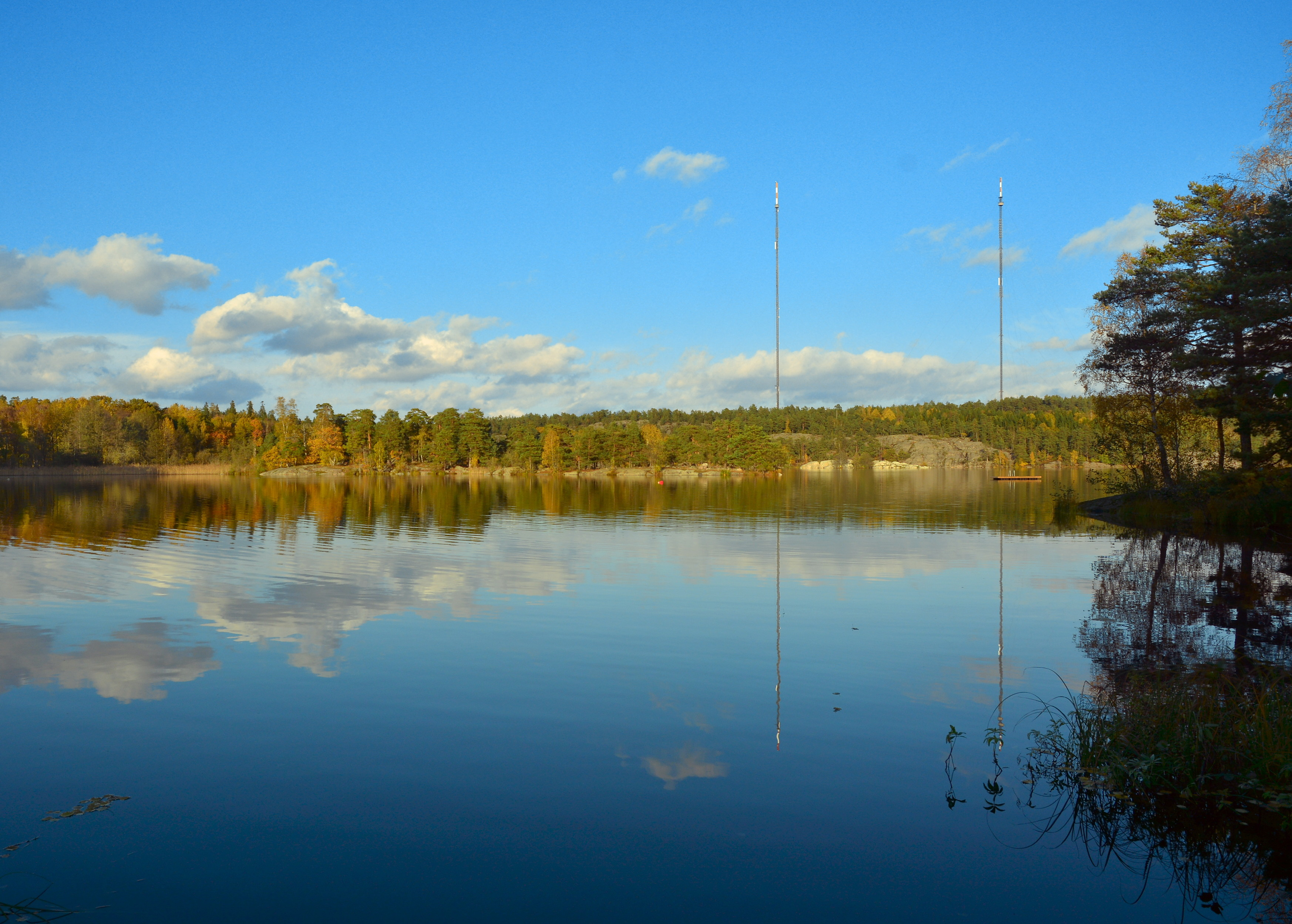
Källtorpssjön.
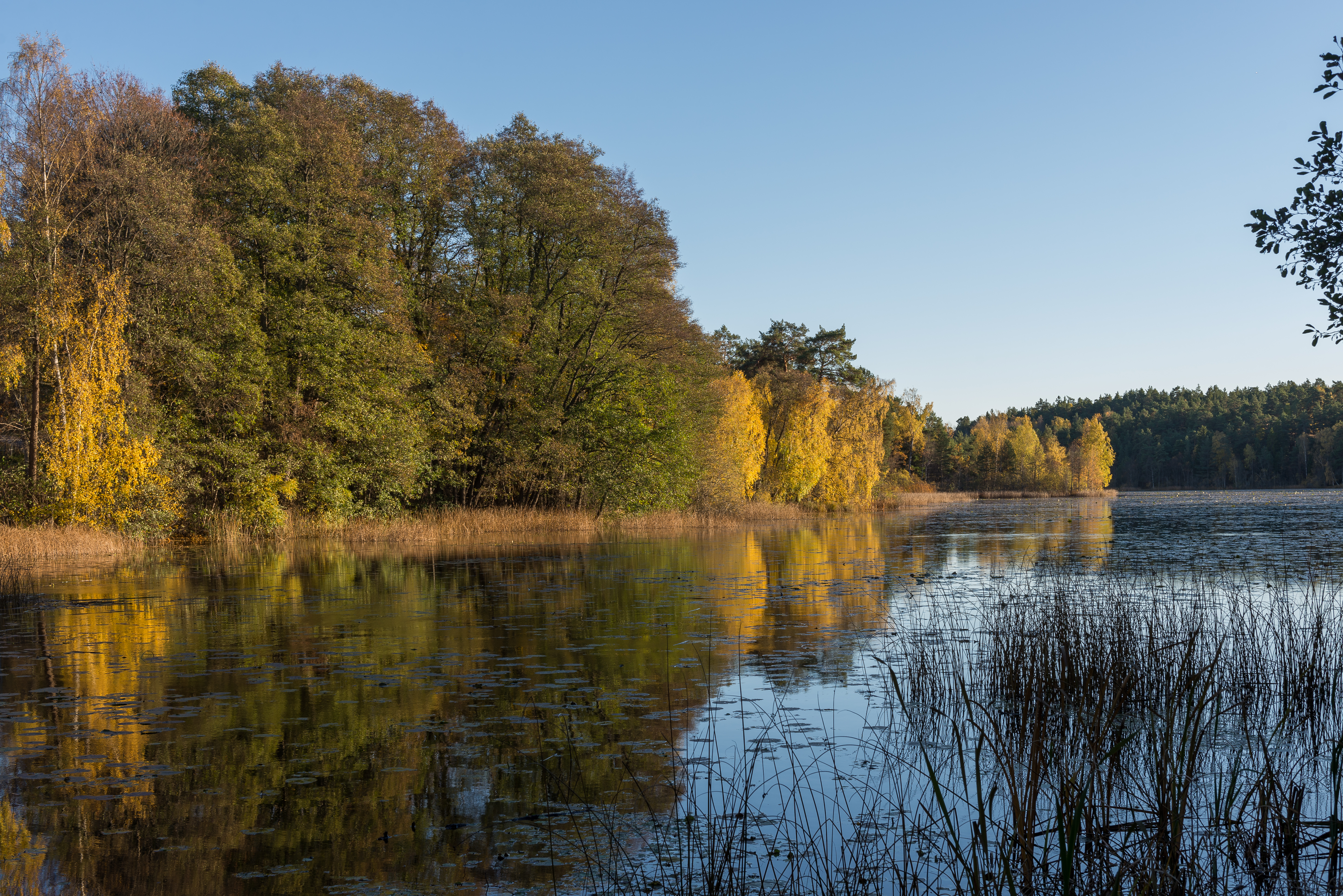
Dammtorpssjön.
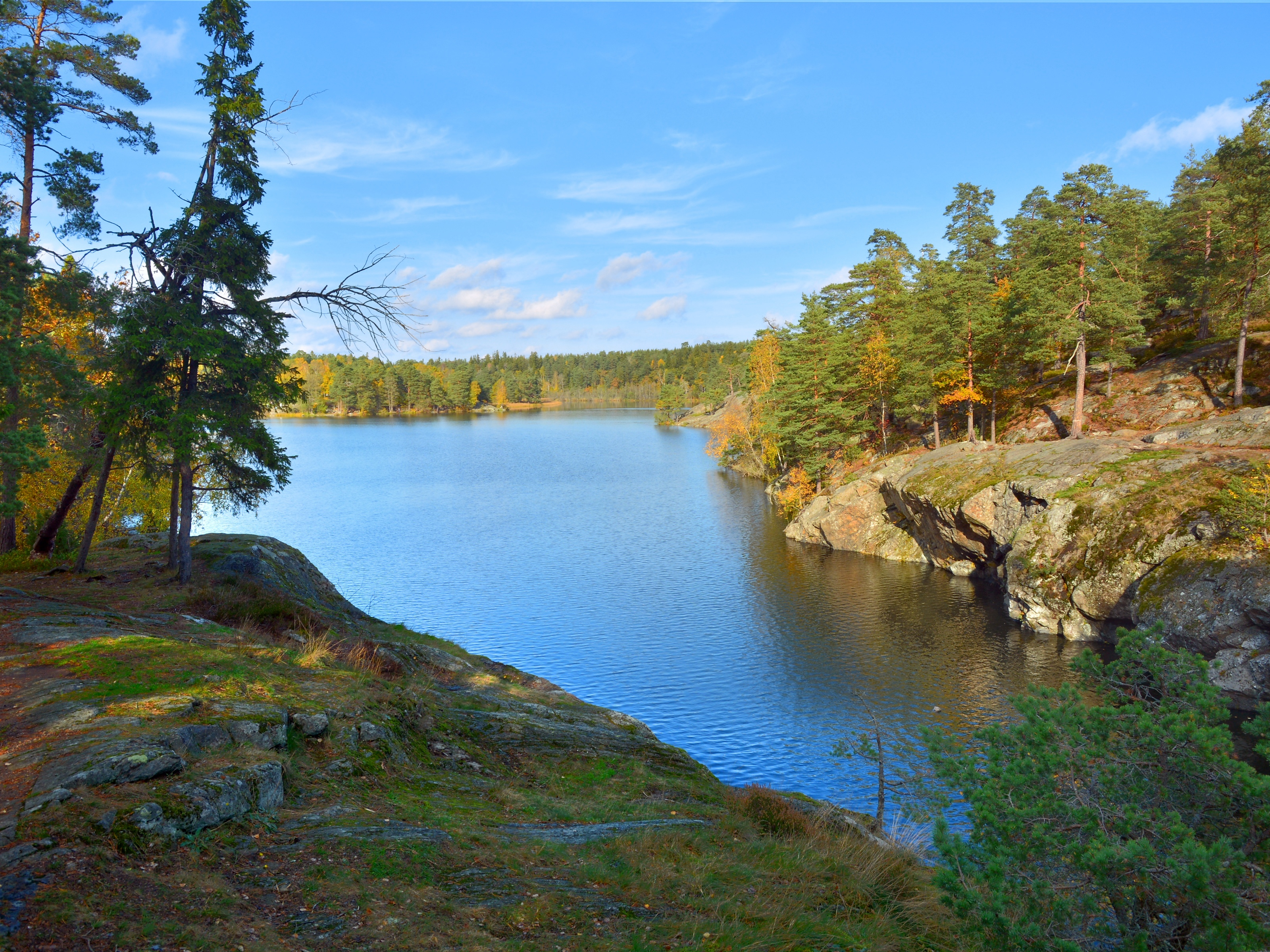
Söderbysjön.
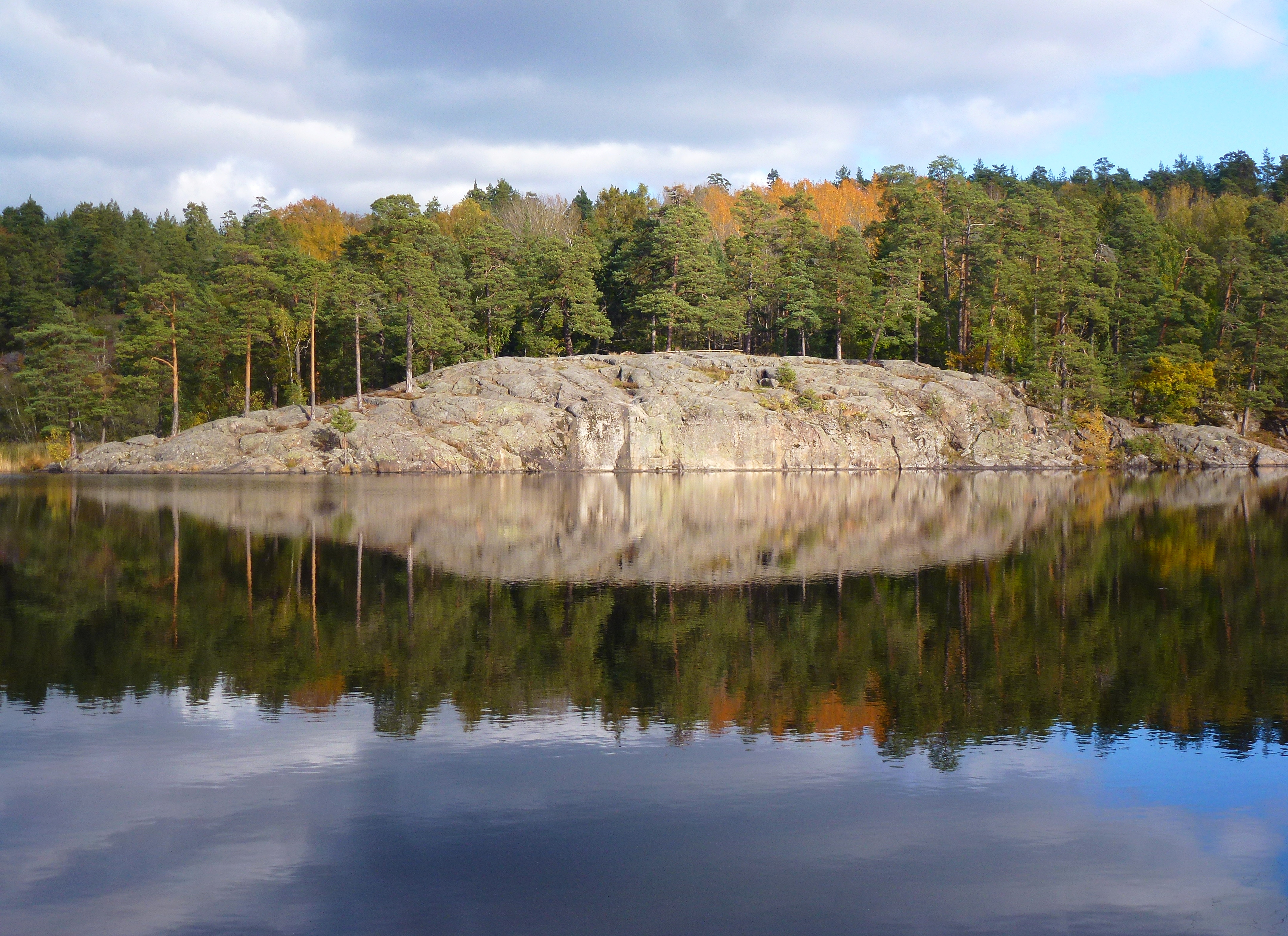
Ulvsjön.